# Tetilla hebes
Tetilla hebes är en svampdjursart som först beskrevs av Lendenfeld 1907.  Tetilla hebes ingår i släktet Tetilla och familjen Tetillidae. Inga underarter finns listade i Catalogue of Life.